# Gare de Nice-Ville
Nice-Ville – główna stacja i dworzec kolejowy w Nicei, w południowej Francji znajdująca się na linii kolejowej Marsylia – Ventimiglia. Stacja otwarta została w 1867 roku.